# Sino-Portugese bouwstijl

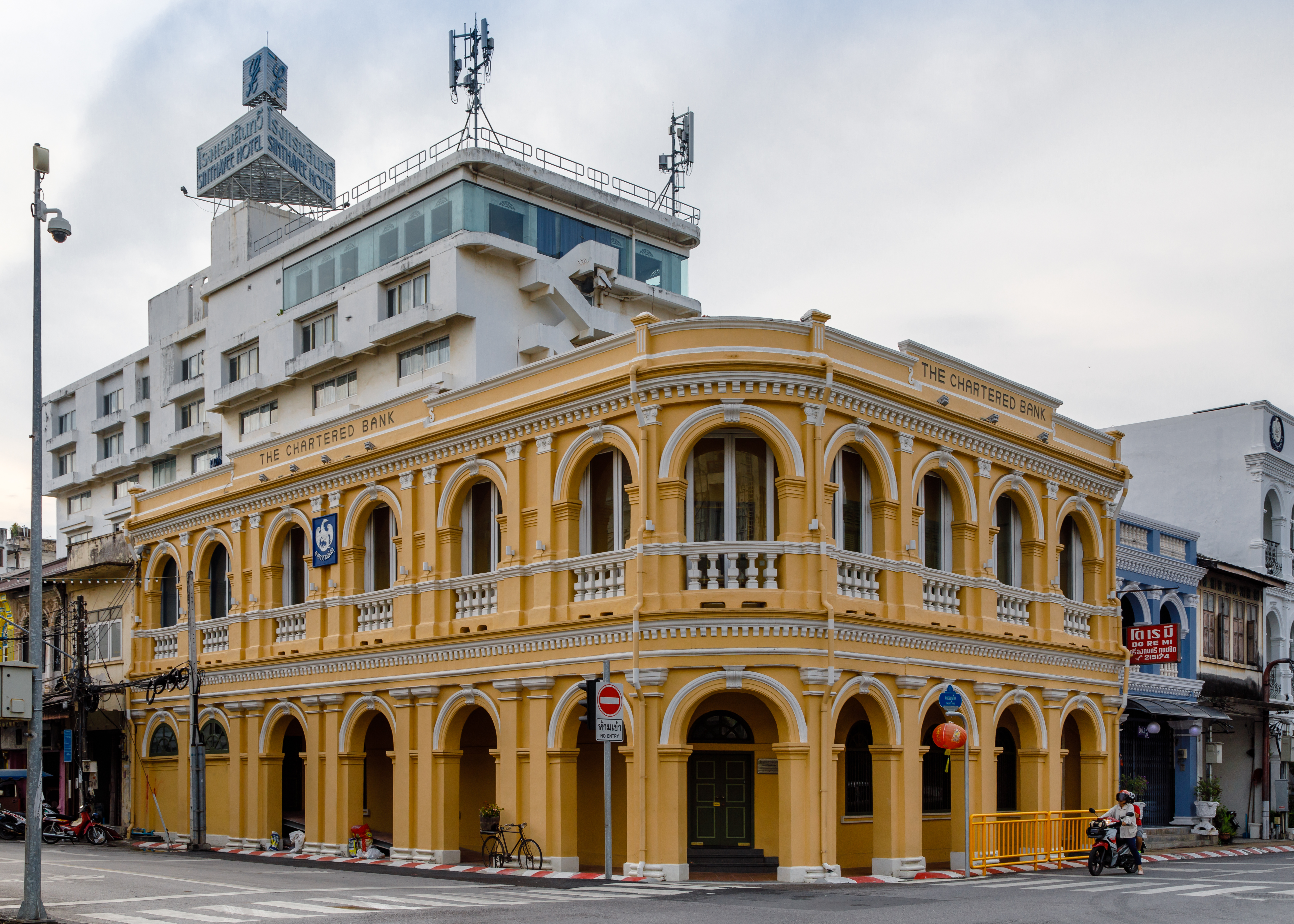
een gebouw in Sino-Portugese bouwstijl in George Town.

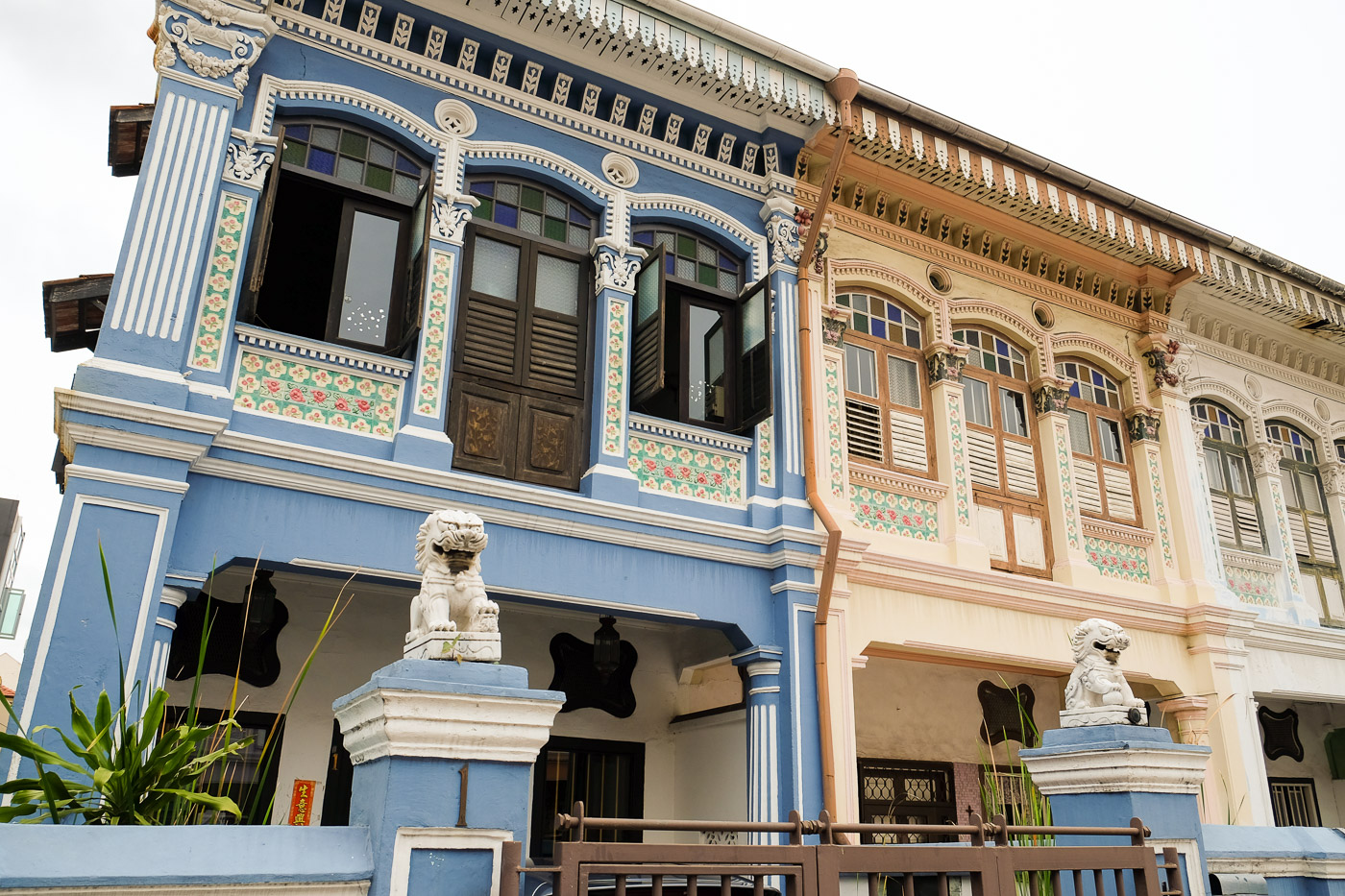
Huizen in Singapore.

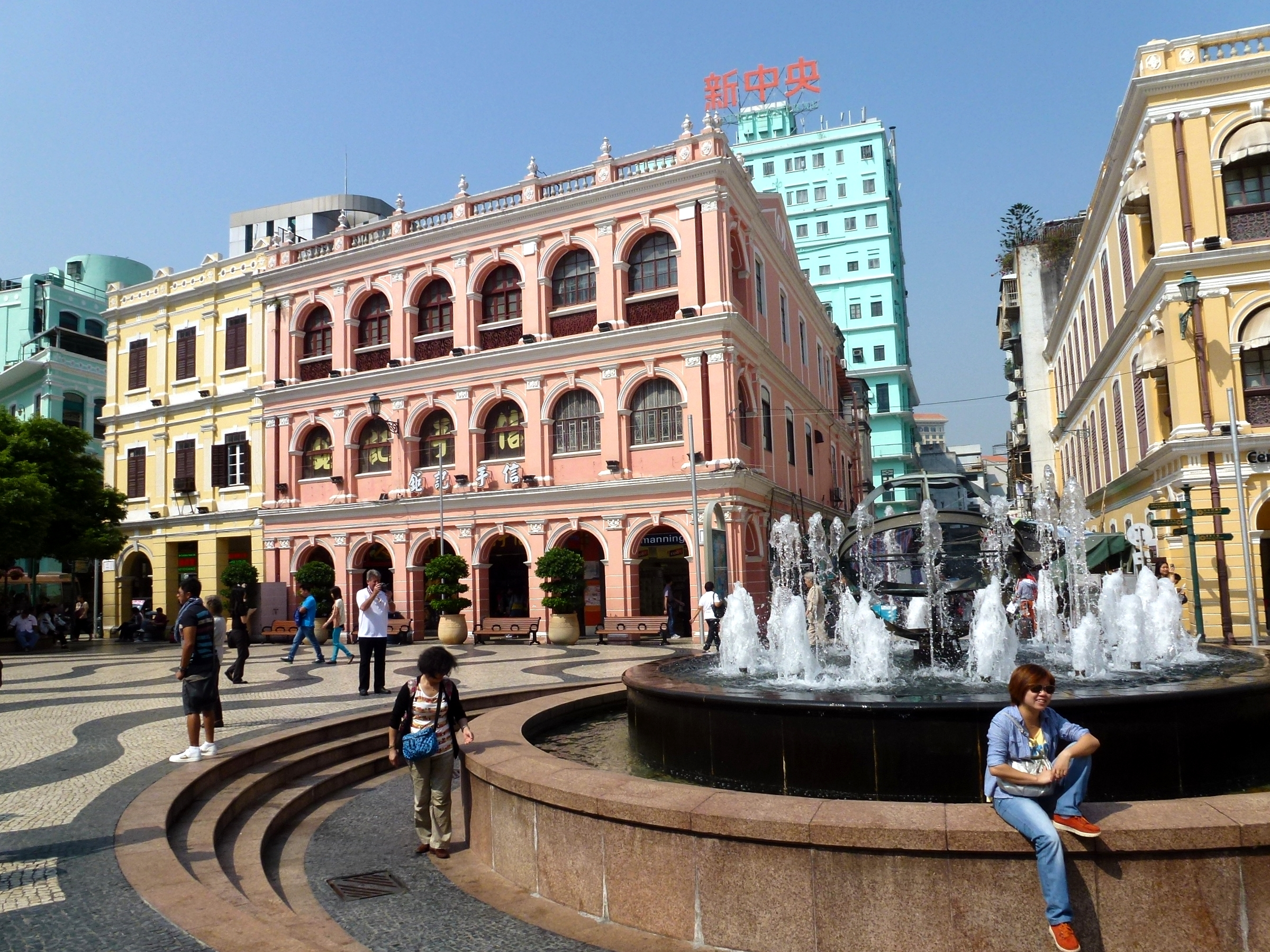
Het Senadoplein in het historisch centrum van Macau.

De Sino-Portugese bouwstijl is een eclectische stijl waarin Chinese en Portugese architectuur worden gecombineerd. Deze stijl komt voor in Aziatische steden met van oudsher grote groepen Chinese en Portugese handelsfamilies. De gebouwen hebben een duidelijk Europese structuur gecombineerd met Chinese elementen, zoals de luiken, daken en ornamenten waardoor het gebouw meer Chinees oogt.
In steden als Phuket, Macau, George Town en Singapore zijn veel gerestaureerde gebouwen in deze stijl te vinden.